# لطفعلی خان بالاوند
لطفعلی خان بالاوند متولد قرن ۱۲ هجری قمری ملقب یه سردار ارفع حاکم مقتدر هلیلان در دوره قاجاریه بود.لطفعلی خان جد علای خاندان اسفندیاری بالاوند از مقتدرترین‌ سران‌ ایل بالاوند بود که باعث به وجود آمدن پیوندهای سیاسی میان ایل بالاوند و خاندانها و سران طوایف منطقه شد که به ثبات و اقتدار ایل او انجامید:در زمان‌ حیات‌ او ابنیه‌ و آثار و قلاع‌ متعددی در منطقه‌ بنا گردید.

## زندگی
لطفعلی خان چندین بار با زنانی از مناطق مختلف ازدواج کرد، وی از این همسران دارای ده فرزند پسر و پنج فرزند دختر گردید:دختر بزرگش حمیده سلطان را به عقد حسینقلی خان ابوقداره والی پشت کوه و دختر دومش ملک زاده خانم که دختر با کمالات بود نخست به همسری فتح الله خان امرایی حاکم طرهان در آورد. ملک زاده خانم از فتح الله خان دارای فرزند نشد، پس از مرگ فتح الله خان به همسری برخوردار خان حاکم طرهان در آمد که ثمره این پیوند یک پسر به نام حبیب الله خان غضنفری و دو دختر به نام صاحب خانم ملقب به عزت الدوله که به همسری غلامرضا خان فیلی والی پشت کوه در آمد و دختر دیگر وی  زبیده خانم به همسری رضا قلی خان سرتیپ پدر یوسف خان امیر بهادر، رئیس بخشی از طایفه نور عالی دلفان درآمد. برخوردار خان در یک ضیافت شام به قتل رسید که پس از آن ملک زاده خانم به همسری حسین قلی خان والی پشت کوه در آمد.که در این اثنا خواهرش حمیده سلطان وفات یافته بود حسینقلی خان از حمیده فرزندی نداشت ولی از ملک زاده علیرضا خان شهاب الدوله نصیبش شد.

## وقایع دوران
چریکف در ۱۸۴۸ میلادی که در اوایل‌ پادشاهی‌ ناصرالدین‌شاه قاجار در ایران‌ به‌ سر می‌برده‌ است‌، در سفرنامه خود می نویسد:این جا محال هلیلان است جلگه هلیلان در سمت چپ رود خانه سیمره جای اردو و سپاه بسیار معظمی ست لطفعلی خان حاکم هلیلان است ما به نزد او رفتیم.
حسینقلی خان فرزند بزرگ حیدرخان که علیه پدر خود دست به اقداماتی زد و ناگزیر از خشم پدر به نواحی بین النهرین پناه برد؛ اما مرگ حیدر خان وتسلط عباس خان بر ( ده بالا)؛ انگیزه ای شد که به مقر حکومت پدر خود در ده بالا برگردد و عموی خویش را متهم به دستبرد به اموال پدر و تعدی به حرم او سازد،اما قدرت مقابله با عموی خود را نیافت و مجددا به سوی خانقین و مندلی فراری شد. در این زمان که خاندان والی دستخوش دسیسه‌های درون خانوادگی شده بود؛ موسی خان فرزند دوم حیدر خان والی دریافت که با توجه به اوضاع و احوال موجود و جنگ قدرت کسی اورا به حساب نمی آورد و به این اندیشه افتاد که به هلیلان رفته و لطفعلی خان بالاوند را دستگیر و برکنار نماید و در آنجا تشکیل حکومت دهد، یه همراه آشور خان رشنو که او هم از بیم اذیت و آزار و تحقیر اطرافیان احمدخان به موسی خان پیوسته بود به همراه صد تفنگ چی راهی هلیلان شدند. موسی خان، لطفعلی خان بالاوند را در تخت گاهش کنار رود سیمره ملاقات کرد وی با دیدن هیبت و هیمنه لطفعلی خان و جوانان مسلح و شجاع و جنگاور بالاوند که گرد وی بودند فهمید که مرتکب اشتباهی بزرگ شده و مرد این میدان نیست.
حسینقلی‌خان چند سال متواری بود و در خانقین و مندلی عراق، سرگردان بود. در درگیری بین حسینقلی‌خان با عباسقلی‌خان، بسیاری از بزرگان و امرای نظامی از عباسقلی‌خان حمایت کردند و حسینقلی‌خان بار دیگر به خاک عثمانی پناه برد لطفعلی خان بالاوند با عباس خان عموی حسینقلی خان خصومت داشت و گویا قصد تسلط بر مناطق پشتکوه را داشته به طرفداری از حسینقلی خان پرداخت. وی با این کمک می خواست حسینقلی خان را تحت نفوذ و حمایت خویش در آورد و راه تسلط خود بر پشتکوه را هموار سازد. خان بالاوند با اعزام چاپار به خانقین و مندلی حسینقلی خان متواری را یافته و با اعانه مالی و کمک نظامی وی را علیه عباس خان برانگیخت. حسینقلی خان توانست بر عباسقلی‌خان پیروز شود و بر ده‌بالا (ایلام کنونی) مقر والیان پشتکوه مسلط شد و به تدریج قدرت خود را در پشتکوه توسعه داد.